# Farakh Ajaib
Farakh Ajaib (* 3. Februar 1991 in Blackburn) ist ein englisch-pakistanischer Snookerspieler aus Accrington. Während seiner von 2020 bis 2022 andauernden Profikarriere startete er für Pakistan.

## Karriere

### Amateurjahre
Ajaibs Vater stammt aus Pakistan, seine Mutter wurde in Großbritannien geboren. Mit 12 Jahren kam er zum Snooker durch einen Freund, der einen kleinen Snookertisch zuhause hatte. Als er diesen schnell überflügelte, trat er in den Accrington Snooker Club in seiner Heimatstadt ein und wechselte mit 15 ans Snooker Centre in Burnley, wo er einen Trainer fand. Als das Centre 2010 schloss, ging er nach Preston zum Snooker Club von Ex-Profi Shokat Ali. Neben Ali war Stuart Pettman ein weiterer Trainingspartner. Eine weitere Station war die Snooker Academy in Oldham im Großraum Manchester.
Nach einigen Erfolgen in der Jugend wie der U16-Meisterschaft von Nordwestengland nahm er in der Saison 2009/10 an der Pontin’s International Open Series (PIOS) teil, um sich für die Profitour zu qualifizieren. Beim fünften von acht Turnieren besiegte er unter anderem Shokat Ali, Jak Jones und Vincent Muldoon, verlor dann allerdings das Finale 0:6 gegen Anthony McGill. Da er bei den übrigen Turnieren nicht weit kam und fünfmal das Auftaktspiel verlor, spielte er in der PIOS-Wertung keine Rolle. Im Jahr darauf wurde die Players Tour Championship eingeführt, an der Amateure und Profis teilnahmen. Dreimal überstand er die Qualifikation und erreichte die erste Hauptrunde.
2012 starb Ajaibs Onkel und als Folge davon musste er Verantwortung in der Familienmetzgerei übernehmen. Drei Jahre ließ er das Snooker ruhen, bis er 2016 mit 25 Jahren wieder zum Queue griff. Erfolge beim Snookerbacker Classic, wo er einmal das Finale und einmal das Halbfinale erreichte, ermutigten ihn zu einem neuen Anlauf auf die Main Tour. Seine Teilnahmen an der Q School blieben aber zunächst erfolglos. Erst 2018 machte er einen Schritt nach vorne und erreichte erst ein Viertelfinale und dann ein Halbfinale in seiner jeweiligen Gruppe. Das reichte zwar nicht zur Qualifikation, aber über die Q-School-Rangliste wurde er zum Nachrücker für frei gebliebene Plätze bei den Profiturnieren, wo er Erfahrung sammeln konnte. Parallel dazu nahm er an der Challenge Tour teil, wo er aber wieder nur im Mittelfeld landete. 2018 erreichte er außerdem bei der englischen Amateurmeisterschaft das nordenglische Finale.

### Profierfahrungen
Bei der Q School 2019 hatte er Lospech und traf in allen drei Turnieren früh auf starke Ex-Profis, denen er unterlag. Damit verpasste er auch die Challenge Tour. Auch 2020 verliefen die ersten beiden Turniere nicht gut, obwohl er sich gegen Rory McLeod für die Vorjahresniederlage revanchieren konnte. Im dritten Turnier traf er aber nur auf Amateure und obwohl er zweimal in den Entscheidungsframe musste, erreichte er sein Gruppenfinale. Er besiegte den Franzosen Brian Ochoiski mit 4:2 und sicherte sich damit als 29-Jähriger für 2 Spielzeiten ab 2020 die Teilnahme an der Profitour.
Ab der Saison 2020/21 trat Ajaib für Pakistan an. Er startete mit einem 3:0-Sieg über Jak Jones in der Championship League. Wenig später schlug er bei den English Open Rod Lawler mit 4:0. Es war aber das einzige Mal in diesem Spieljahr, dass er die zweite Runde eines Ausscheidungsturniers erreichte, meist gab es klare Niederlagen. Erfolgreich war er nur noch im zweiten Gruppenturnier, der WST Pro Series 2021, wo er Duane Jones und Paul Davison schlug. Bei der Weltmeisterschaft am Saisonende verlor er gegen Igor Figueiredo mit 0:6. Damit stand er zu Beginn des zweiten Jahres am Ende des Profifelds. Seine zweite Saison verlief nicht wesentlich anders. Mitte 2022 stand er nur auf Platz 99 der Weltrangliste und verpasste so eine Fortführung seiner Profikarriere deutlich. Auch bei der anschließenden Q School 2022 verpasste er eine erneute Qualifikation und wurde so wieder zum Amateur.
Immerhin durfte er wieder als Nachrücker an einigen Profiturnieren teilnehmen. Beim European Masters 2022 nutzte er seine Chance und gewann gegen Mark Allen, Barry Pinches und Marco Fu, bevor er im Achtelfinale gegen Judd Trump ganz knapp im Decider auf Schwarz verlor. Es war sein bestes Ergebnis bei einem Profiturnier. Darüber hinaus nahm er an der Q Tour teil. Er gewann das dritte Turnier in Belgien und kam ein weiteres Mal ins Viertelfinale. In der Tourwertung belegte er Platz 6, beim Play-off verlor er aber knapp mit 3:4 gegen Ashley Carty. 